# Hyun Yong-min
Hyun Young-min (ur. 25 grudnia 1979 w Gurye) – piłkarz południowokoreański grający na pozycji bocznego pomocnika.

## Kariera klubowa
Hyun ukończył Kyunghee High School, a następnie uczęszczał na Konkuk University. Podczas studiów występował w tamtejszej drużynie piłkarskiej. W 2002 roku po ich ukończeniu podpisał profesjonalny kontrakt z zespołem Ulsan Hyundai. Wtedy też zadebiutował w jego barwach w K-League. W swoim pierwszym sezonie rozegrał 15 spotkań i zdobył gola, a zespół Hyundai wywalczył wicemistrzostwo Korei Południowej. Dotarł też do finału Adidas Cup. W 2003 roku był już podstawowym zawodnikiem klubu i drugi raz z rzędu wywalczył z nim wicemistrzostwo kraju. Swoje pierwsze trofeum Young-min zdobył w 2005 roku, kiedy to pierwszy raz w karierze wywalczył mistrzostwo K-League. Dotarł też do finału Hauzen Cup.
W 2006 roku Koreańczyk trafił do Europy. Na zasadzie wolnego transferu odszedł do rosyjskiego Zenitu Petersburg, w którym stał się trzecim graczem z Korei Południowej po Kimie Dong-jinie i Lee Ho. W Premier Lidze zadebiutował 19 marca w zremisowanym 1:1 domowym meczu z Saturnem Ramienskoje. Dla Zenitu rozegrał 10 spotkań i zajął 4. miejsce w lidze, ale po sezonie odszedł z zespołu prowadzonego przez Holendra Dicka Advocaata.
W 2007 roku Hyun wrócił do zespołu Ulsan Hyundai, w którym nadal zaczął występować w pierwszym składzie. Pod koniec roku zdobył z nim Hauzen Cup.

## Kariera reprezentacyjna
W reprezentacji Korei Południowej Hyun zadebiutował 8 listopada 2001 roku w przegranym 0:1 towarzyskim spotkaniu z Senegalem. W 2002 roku został powołany przez Guusa Hiddinka do kadry na Mistrzostwa Świata 2002, których gospodarzem była Korea Południowa. Tam był rezerwowym i nie wystąpił w żadnym spotkaniu. Ostatni mecz w reprezentacji rozegrał w 2004 roku. W kadrze narodowej zagrał 15 razy.